# Owe Lostad
Owe Rune Gustav Lostad, född 27 juni 1922 i Jönköping, död 12 oktober 2013 i Jönköping, var en svensk roddare. Han tävlade för Jönköpings RS.
Lostad tävlade i tre grenar för Sverige vid olympiska sommarspelen 1960 i Rom. Han var en del av Sveriges lag som blev oplacerade i tvåa med styrman, fyra med styrman och åtta med styrman.